# Spirits of Rhythm
Spirits of Rhythm ou The Spirits of Rhythm est un groupe instrumental et vocal de jazz américain, actif dans les années 1930-1940.

## Historique du groupe
Les membres du groupe avaient déjà joué dans diverses formations de jazz comme Sepia Nevhews, Ben Bernie's Nephews et The Five Cousins. Lorsque le guitariste Teddy Bunn les rejoint, ils prennent d'abord le nom de Five Spirits of Rhythm, avant de le raccourcir en Spirits of Rhythm. L'ensemble joue principalement dans les clubs de jazz de la 52e Rue à New York, ainsi qu'à Hollywood dans les années 1930 et au début des années 1940 ; ses enregistrements ont été occasionnels. Ses titres les plus connus sont le standard de jazz I Got Rhythm et I'll Be Ready.
Le groupe se compose du guitariste Teddy Bunn, des pianistes Leonard Feather et Ram Ramirez, des bassistes Wellman Braud et Red Callender, ainsi que de Douglas Daniels et Walter Daniels (tiple et chant), Wilson Myers (basse), Virgil Scoggins et Georgie Vann (percussions). Une de leurs caractéristiques stylistiques a été le recours à des chanteurs de jazz tels que Red McKenzie, Leo Watson, Wilbur Daniels ou en 1945 Ella Logan, qui chantent dans le style scat, en utilisant des onomatopées plutôt que des paroles, ainsi que l’utilisation d’instruments à cordes ; ils ont notamment utilisé le tiple, un instrument sud-américain proche de la mandoline avec un son plus profond.
Le groupe s'est séparé à l'issue de la seconde guerre mondiale.

## Principaux musiciens
- Teddy Bunn (guitare)
- Wellman Braud (basse)
- Leo Watson (chanteur)

## Enregistrements
- Honeysuckle Rose ; Last Call Blues, Black & White, 1945.
- The Spirits of Rhythm 1933-1945, Chronological Classics